# Tuvshintulga Tumenbileg
Tuvshintulga Tumenbileg (1992. január 22. –) mongol szabadfogású birkózó. A 2018-as birkózó-világbajnokságon a bronzéremért mérkőzött a 61 kg-os súlycsoportban, szabadfogásban, melyet megnyert. 2016-ban bronzérmet szerzett az Ázsia Bajnokságon a 61-kg-os súlycsoportban. 2014-ben az Akadémiai bajnokságon 61 kg-os súlycsoportban aranyérmes lett.

## Sportpályafutása
A 2018-as birkózó-világbajnokságon a bronzmérkőzés során a grúz Beka Lomtadze volt az ellenfele. A mérkőzést Tuvshintulga nyerte 6–3-ra.